# Llengua sicana

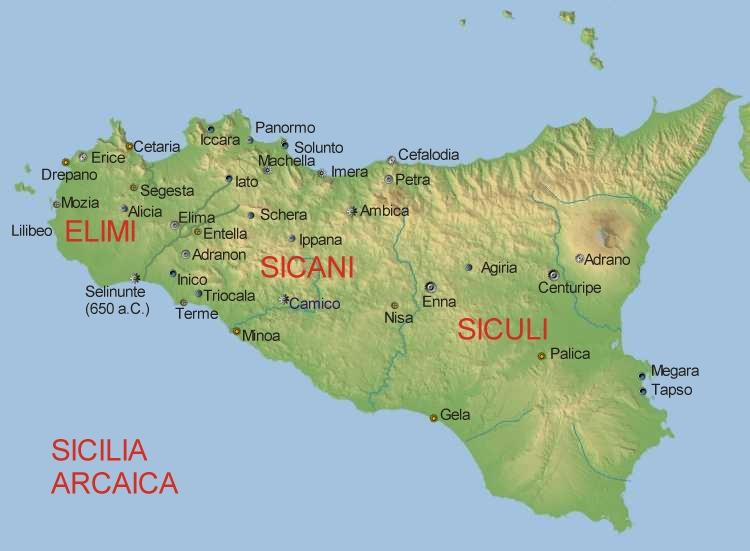
Mapa de la Sicília prehel·lènica

La llengua sicana és una llengua extingida, parlada pel poble dels sicans a Sicília.

## Distribució geogràfica
El sicà es parlava a l'illa de Sicília. Inicialment estava estès per tota l'illa, però en les èpoques successives a l'arribada dels sículs la seva presència es va limitar a la zona de Sicília compresa entre la Hímera i la Halykos que va constituir la Sicània clàssica.

### Corpus d'inscripcions sicanes
Alguns estudiosos han atribuït a la llengua sicana els misteriosos grafits desenterrats a la muntanya de Marzo en el territori de Plaça Armerina i algunes tauletes, a vegades amb caràcters grecs, desenterrades a la resta de l'àrea sicana, incloent la trobada a la muntanya dei Cavalli (identificada amb l'antiga Hipana), en el territori de Prizzi.
En total, els textos considerats "sicans" són solament 6: 4 textos breus i 2 d'una certa consistència desenterrats a la muntanya de Marzo, dels quals una inscripció sobre una àmfora amb decoració geomètrica.

## Història
De la llengua sicana sembla no quedar-ne res. A la tendència a considerar sicà tot allò que es mostra clarament com preindoeuropeu, es contraposa la hipòtesi dels que creuen que els sicans foren invasors indoeuropeus més primerenca que els sículs. En canvi, no falten estudiosos que refuten l'atribució dels documents en aparença preindoeuropeus als sicans i que declaren que el poble sicà no va utilitzar mai l'escriptura o, fins i tot, que mai no ha existit una llengua sicana.
La tesi dels que creuen que la toponomàstica indicaria una certa connexió entre els sicans i els ligurs (per exemple, a Segesta correspondria Segesta Tigulliorum, avui Sestri Levante; a Erice, el ligur portus Erycis, seria Lerici; a Entella li correspondria el riu homònim de la Liguria)) seria bastant discutible, i en tot cas no assenyalari res de rellevant sobre la llengua sicana o sobre la seva eventual relació amb el ligur.